# Yodgor Nasriddinova
Yodgor Sodiqovna Nasriddinova (ros. Ядгар Садыковна Насриддинова, Jadgar Sadykowna Nasriddinowa; ur. 26 grudnia 1920 w Kokandzie, zm. 7 kwietnia 2006 w Moskwie) – radziecka i uzbecka polityk, przewodnicząca Prezydium Rady Najwyższej Uzbeckiej SRR w latach 1959-1970.

## Życiorys
Osierocona w dzieciństwie, wychowywała się w rodzinach zastępczych i w domu dziecka. W 1941 ukończyła Taszkencki Instytut Inżynierii Kolei Żelaznej, od 1942 w WKP(b), 1942-1946 sekretarz szkolnych komitetów Komsomołu. Od stycznia 1946 do marca 1948 I sekretarz Obwodowego Komitetu Komsomołu w Taszkencie, następnie II sekretarz KC Komsomołu Uzbeckiej SRR, 1950-1952 I sekretarz Kirowskiego Komitetu Rejonowego Komunistycznej Partii Uzbekistanu (KPU) w Taszkencie. Od maja 1952 do lutego 1955 ministra Przemysłu Materiałów Budowlanych Uzbeckiej SRR, następnie do marca 1959 zastępczyni prezesa Rady Ministrów Uzbeckiej SRR. Od 24 marca 1959 do 25 września 1970 przewodnicząca Prezydium Rady Najwyższej Uzbeckiej SRR i jednocześnie (od października 1959) wiceprzewodnicząca Prezydium Rady Najwyższej ZSRR. Od 14 lipca 1970 do 16 czerwca 1974 przewodnicząca Rady Narodowości Rady Najwyższej ZSRR. 1974-1978 zastępczyni ministra Przemysłu Materiałów Budowlanych Uzbeckiej SRR, następnie na emeryturze. 1956-1976 członkini KC KPZR, 1958-1974 deputowana do Rady Najwyższej ZSRR. Pochowana na cmentarzu Kuncewskim w Moskwie.

## Odznaczenia
- Order Lenina (czterokrotnie)
- Order Rewolucji Październikowej
- Order Czerwonego Sztandaru Pracy (dwukrotnie)
- Order „Znak Honoru”

i wiele medali.